# João Rosa (ator)
João Anastácio Rosa Júnior, mais conhecido por João Rosa ou Rosa Júnior ComSE (São José, Lisboa, 18 de abril de 1843 — Benfica, Lisboa, 15 de março de 1910), foi um ator de teatro e empresário teatral português.

## Biografia
João Rosa nasceu em Lisboa, na freguesia de São José, a 18 de abril de 1843, filho do conceituado ator João Anastácio Rosa e de sua esposa, Adelaide Augusta Vidoeira. Era irmão do também ator Augusto Rosa.

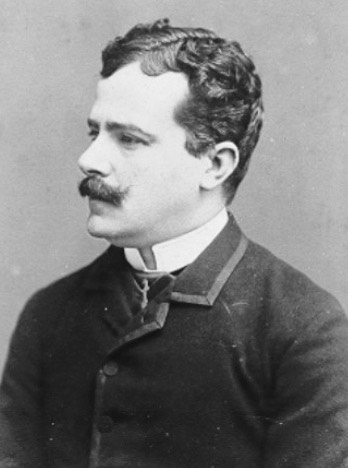
Ator João Rosa (Biblioteca-Arquivo do Teatro Nacional D. Maria II).

Nascido numa família de atores, brincava em pequenino, representando o que via e ouvia aos artistas, que às vezes o levavam a ver as peças e, incluivé, frequentava a casa da grande atriz Emília das Neves, com quem veio a contracenar mais tarde. Talvez devido a alguma particularidade física, descrita por Fialho de Almeida como "tardo da fala e com ameaços de gaguejos num ou noutro arranco de pronúncia", o pai não queria que seguisse a carreira de ator, matriculando-o na Academia Real de Belas Artes de Lisboa, no curso de Pintura, que frequentou com bom aproveitamento, até que se lhe tornou clara a vontade de fazer teatro.
Estreou-se como ator aos 19 anos, a 13 de novembro de 1862, no Teatro São João do Porto, ao lado de seu pai, em Jóias de família, de César de Lacerda. Em Lisboa, subiu pela primeira vez aos palcos a 12 de agosto de 1863, no Teatro São Carlos, no drama histórico em 5 atos Ricardo III (adaptado do texto de Shakespeare), no papel de Raul de Fulkes ou Scroop. Seguiu-se o drama Sabina Maupin (adaptada do texto de Eugène Scribe), a 31 de outubro de 1863, no Teatro Nacional D. Maria II, onde fez papel de galã, contracenando com grandes nomes do teatro português como Manuela Rey, Joaquim José Tasso, José Carlos dos Santos, Emília das Neves e o seu pai, João Anastácio Rosa, que era figura primacial neste teatro.
Em 1866, com a saída de parte do elenco, passou a deempenhar naquele teatro os primeiros galãs amorosos, iniciando assim a sua fama de sedutor da cena portuguesa, sendo notável o seu trabalho em Os fidalgos de Bois-Doré (de George Sand e Paul Meurice, em 1864) e em papeis como o "Marquês de Presles" de O genro do Sr. Proirier (de Émile Augier e Jules Sandeau, em 1876) e "Girard" de A Estrangeira (de Dumas Filho, em 1880). Em 1872 mudou-se para o Teatro Gymnasio, onde permaneceu por dois anos. Apresentou-se depois no Teatro da Trindade entre 1874 e 1875, no Teatro das Variedades, ainda em 1875, com Lucinda Simões e Furtado Coelho, no Teatro do Príncipe Real de 1875 a 1876, com o seu pai e Lucinda Simões, partindo depois para o Porto, contratado para o Teatro Baquet. Regressando a Lisboa, vai novamente para o Teatro Nacional D. Maria II, fazendo parte do seu elenco de 1876 a 1898, primeiro sob a Empresa Biester, Brazão e C.ª até 1877, depois sob a Empresa Meneses & Brazão até 1879, depois como societário da Sociedade de Artistas Dramáticos Portugueses/Brazão, Rosas e C.ª até cerca de 1892 e, posteriormente, na grande Companhia Rosas & Brazão, fundada por si, pelo seu irmão e pelo ator Eduardo Brazão, da qual foi figura principal. Foi neste último teatro que glorificou a sua carreira e onde trabalhou com alguns dos maiores nomes do seu tempo, como Rosa Damasceno, Emília dos Anjos, Emília Cândida, Joaquim de Almeida, António Pedro, Chaby Pinheiro, Actor Taborda, Actriz Virgínia, entre outros.

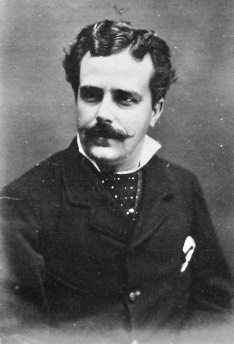
Ator João Rosa (Alfred Fillon, Fotografia Contemporânea, Biblitoteca-Arquivo do Teatro Nacional D. Maria II, 1875).

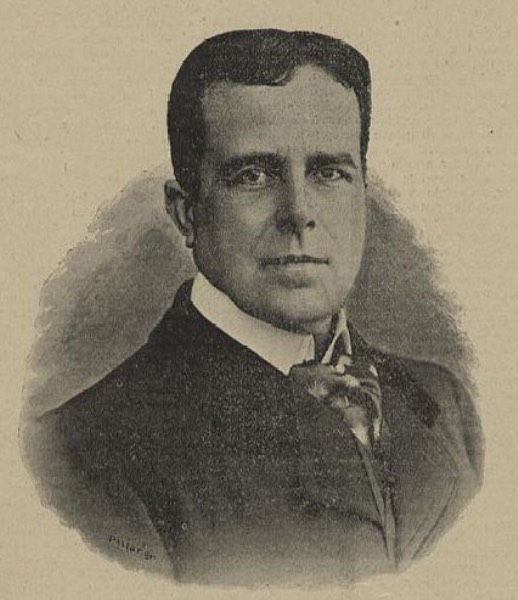
Ator João Rosa (O Occidente, 20 de novembro de 1901).

A partir do ano letivo de 1885/1886 foi também professsor de Declamação no Conservatório Nacional de Lisboa, onde patenteou a sua vasta cultura e os seus profundos conhecimentos de teatro tanto antigo como moderno. Esta atividade é documentada até ao ano letivo de 1891/1892, não se encontrando, depois deste, registo sobre a matéria. Distinguido como ator de primeira classe e condecorado com a Comenda da Ordem de Santiago da Espada, passou a ser conhecido como "Mestre João". Pelos seus relevantes serviços prestados ao Teatro Português, foi-lhe ainda concedida, posteriormente, uma reforma.
Alguns dos seus papeis mais brilhantes foram o de "alcoólico" com delirium tremens de Vida infernal (de Émile Gaboriau, em 1878), de "Carlos V" em Ernâni (de Victor Hugo, em 1879), de "Iago" em Otelo (de Shakespeare, em 1882), do protagonista de Cardeal Richelieu (de Edward Bulwer-Lytton, em 1884) e no seu último galã de Fogueiras de S. João (de Sudermann, em 1903). Do seu longo repertório de 44 anos de carreira, consta a sua participação, entre outras, nas peças: O alfageme de Santarém, Dor suprema, Sociedade onde a gente se aborrece, Fedora, Leonor Teles, Os Fauschambault, Grande Industrial, A Morta, Os Velhos, Triste viuvinha, Abade Constantino, D. César de Bazan, Luís XI, Nobres e plebeus, Pátria, Filha única, Opinião pública, Beatriz, Mulato, Sapatinho de cetim, Filho de Giboyer, O anjo da meia-noite, Lucrécia Bórgia, Frei Luís de Sousa, Hamlet, D. Afonso VI, Os penedos do inferno, Alcácer Quibir, A madrugada, A estrada de Damasco, O Monsenhor, O pântano, Zázá, Maria Antonieta, A Severa, Petrónio, Viagem à Turquia, Helena, A Ressurreição, A encruzilhada, Tragédia antiga, O regente, Mademoiselle de La Seiglière, etc.

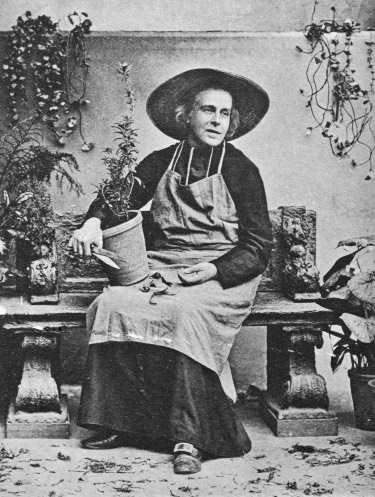
João Rosa no papel de "Abade Constantino" na peça homónima.

Testemunhos recordam-no, frequentemente, como um ator coerente e profissional versado no estilo de representação naturalista. Foi descrito como um ator moderno, operando a transição das ideias e maneiras românticas para o naturalismo, na procura da verdade psicológica e social das personagens que representava. Apesar da sua particularidade física, a sua maneira de dizer era natural e verdadeira, adotando "o trabalho paciente de um tísico que quer fazer-se à viva força num ginasta". Não procurou o brilho ou o efeito dramático fora do que era o seu empenho na composição de personagens, estudando-as com exatidão e verdade. Caíam-lhe nas mãos quase todos os "canastrões" que conseguia transformar em papéis brilhantes. Mantinha a mesma personagem desde a primeira à última apresentação, sabendo sempre o seu papel e dispensando o ponto. Uma plateia cheia dava-lhe tanto ânimo para representar como meia dúzia de espectadores. Recebeu sempre, no entanto, fortes críticas do escritor Fialho de Almeida, que referia que este era "como os demais colegas, uma miséria, não lendo um livro, não percebendo a linha psicológica de um papel", embora com "uma espécie de instinto que por vezes lhe supre o que lhe falta".

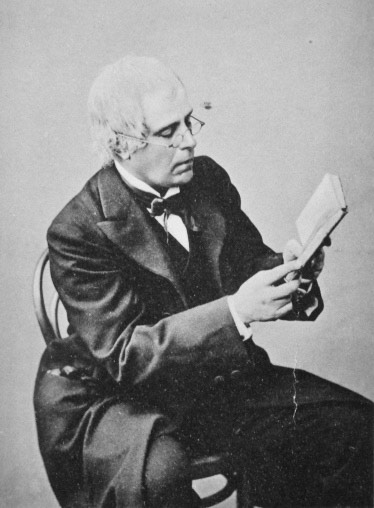
João Rosa no papel de "Sr. Rebelo" na peça Triste Viuvinha.

Em 1898 finda a concessão do D. Maria II à Companhia Rosas & Brazão, apresentando-se, a partir desta data, no Teatro D. Amélia. A nevrose, a neurastenia ou um esgotamento, afastaram-no do palco, apresentando-se pela última vez, aos 63 anos, na peça A ceia dos cardeais, récita de Júlio Dantas em benefício do irmão, a 9 de abril de 1906. Surpreendido por uma terrível doença, que começou a enfraquecê-lo e a manifestar-se com lapsos de memória, problemas de dicção e envelhecimento precoce, foi forçado a afastar-se do palco e consequentemente do seu público que guardou a sua imagem com tal saudade que, num espetáculo realizado em seu benefício (promovido pela Associação da Classe dos Artistas Dramáticos em 1909), ao vê-lo, repleto de admiração, estremeceu e num movimento unânime ergueu-se e fez-lhe a mais carinhosa ovação. Esta foi a a última recordação que o público pôde guardar deste grande ator.

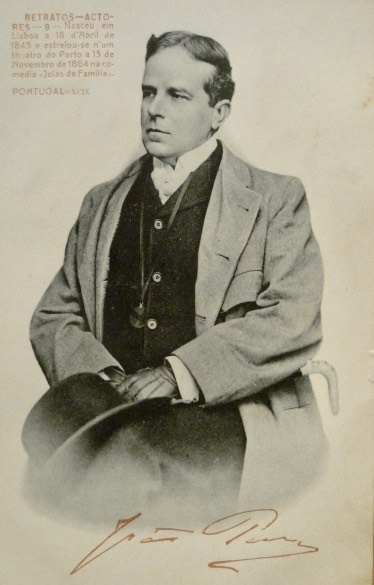
Postal ilustrado de João Rosa, com assinatura.

Assistido por Egas Moniz na Casa de Saúde Portugal-Brasil, em Benfica, já bastante debilitado, não resistiu a uma hemorragia cerebral, falecendo às 10 horas da manhã de 15 de março de 1910, aos 66 anos de idade. Por residir no quarto andar do número 14 da Rua Vítor Cordon, freguesia dos Mártires, ao Chiado, o seu féretro é trazido para a Basílica dos Mártires, onde decorreu o velório. Foi sepultado no jazigo da sua família, no Cemitério do Alto de São João, em Lisboa, tendo ao funeral concorrido centenas de pessoas. O acontecimento foi noticiado em todo os periódicos da capital, tendo O Occidente publicado uma completa biografia em homenagem ao finado.
O seu nome faz parte da toponímia de: Lisboa (Rua Actor João Rosa, freguesia de Alto do Pina, Edital de 27 de janeiro de 1926), Matosinhos (Rua de João Rosa, freguesia de Senhora da Hora) e Évora (Travessa João Rosa, freguesia de Horta das Figueiras e Rua João Rosa, freguesia de Reguengos de Monsaraz).

### Vida pessoal
João Rosa foi, na juventude, companheiro da atriz Lucinda Júlia da Silva, filha da conceituada atriz Gertrudes Rita da Silva. Com ela teve o seu único filho, Carlos Rosa, que nasceu em Lisboa, na freguesia do Sacramento, a 4 de setembro de 1868. Mais tarde separou-se de Lucinda e esta radicou-se no Brasil com o filho até 1888, regressando a Portugal aquando da morte de sua mãe. Carlos foi comerciante e casou em 1892 com Ermina Rosa Leal, tendo falecido relativamente jovem.
João Rosa casou-se, aos 32 anos de idade, a 27 de novembro de 1875, na Igreja da Graça (paróquia de Santo André e Santa Marinha), em Lisboa, com Maria Carlota Gomes Teixeira Leal, sete anos mais velha, natural de Lisboa, freguesia de São Paulo e filha de João José Teixeira Leal e Maria Madalena Gomes. Deste casamento não houve descendência.